# Horiometría
Horiometría y horiométrico -a son neologismos creados por el equipo de investigación del Proyecto ETLEN, del Seminariu de Filoloxía Asturiana de la Universidad de Oviedo (Asturias, España), dirigido por Ramón d'Andrés Díaz, Fernando Álvarez-Balbuena García, Xosé Miguel Suárez Fernández y Miguel Rodríguez Monteavaro. Esos neologismos, del griego ὅριον 'frontera, límite' y μέτρον 'medida', se refieren a la medición matemático-estadística de una frontera lingüística. En coherencia con dicho proyecto, se usan en el atlas lingüístico ETLEN (Estudiu de la transición llingüística na zona Eo-Navia, Asturies), publicado en el año 2017.

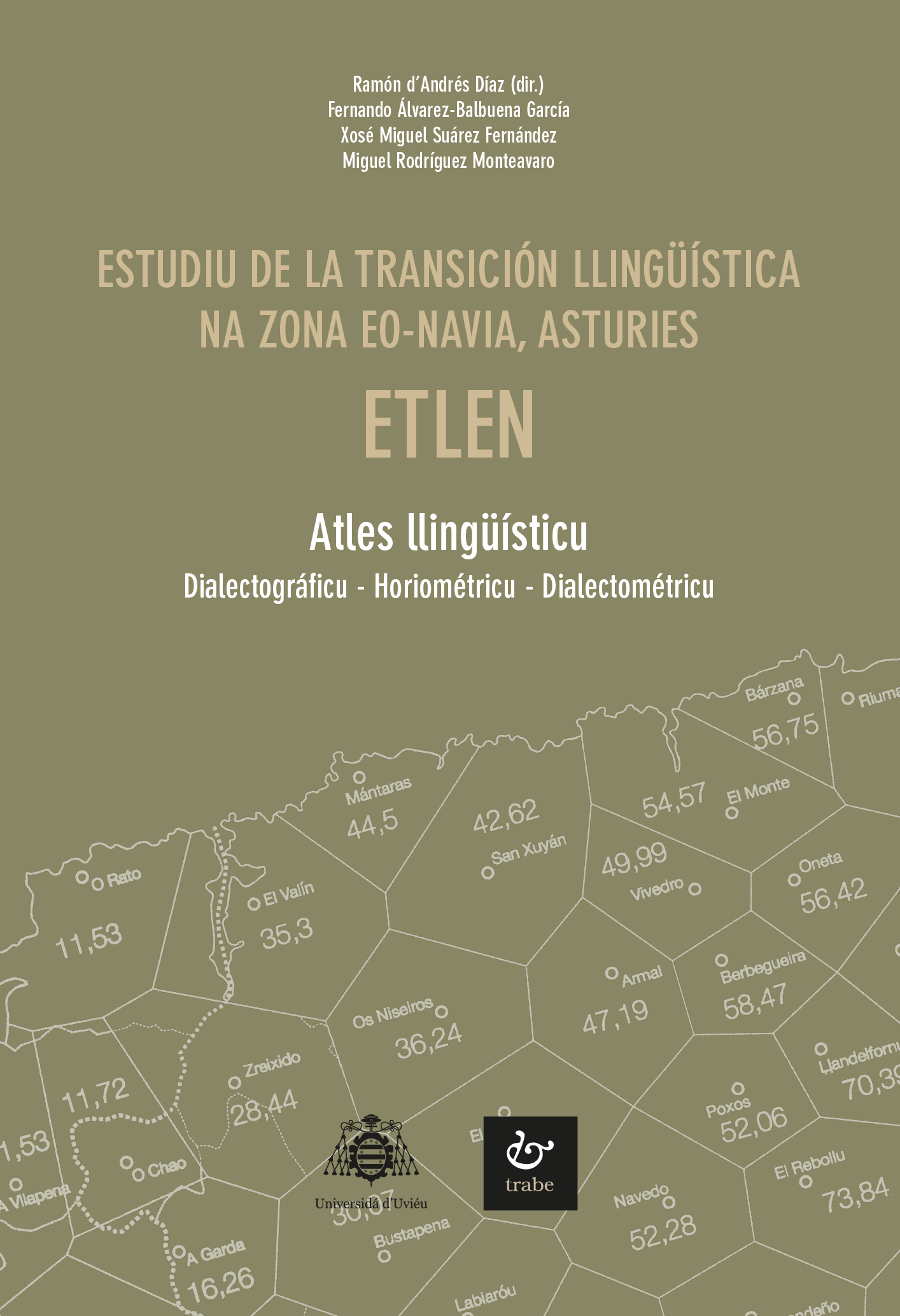
Portada del atlas lingüístico ETLEN

## La frontera lingüística en el Eo-Navia (Asturias)
El atlas lingüístico ETLEN (Estudiu de la Transición Llingüística na Zona Eo-Navia, Asturies), publicado en el año 2017, mide con instrumentos matemático-estadísticos la frontera entre los dominios lingüísticos galaicoportugués y asturlleonés dentro de Asturias, que viene situándose en el haz de isoglosas que recorre de norte a sur la cuenca del río Navia (Asturias). Este procedimiento cuantitativo para profundizar en el estudio de la frontera lingüística recibe el nombre de horiometría.
La zona más occidental de Asturias, entre los ríos Eo y Navia, es la franja del Eo-Navia. Allí se habla un conjunto de variedades dialectales que la dialectología viene adscribiendo ‒mediante evaluación de rasgos lingüísticos‒ al dominio lingüístico gallegoportugués. Con más precisión, se trataría de un gallego de transición al asturiano, debido a la presencia simultánea de un abundante número de rasgos propios del asturleonés. Las mediciones horiométricas atlas lingüístico ETLEN confirman estas antiguas observaciones de la dialectología tradicional respecto a la franja Eo-Navia.
Las hablas del Eo-Navia reciben varios nombres: gallego-asturiano, gallego de Asturias, eonaviego; en denominación popular, a fala 'la fala', y con un claro contenido autodespectivo, chapurriao.

## Clasificación horiométrica
La horiometría desarrollada en el atlas lingüístico ETLEN se basa en la posibilidad de clasificar una gran cantidad de rasgos lingüísticos diferenciales, adscribiéndolos a un espacio lingüístico «oriental» (asturleonés) u «occidental» (gallegoportugués), descartando los que pertenecen a ambos dominios por no ofrecer base contrastiva, y adscribiendo a la «zona axial» los rasgos exclusivos del haz de isoglosas o gallego-asturiano –lo cual ocurre en un número escaso de casos–. Estas operaciones taxonómicas se efectúan tras un examen detallado de la distribución geográfica de los distintos fenómenos y rasgos lingüísticos. Es interesante constatar que, en general, no se encuentran dificultades para tipificar los rasgos.

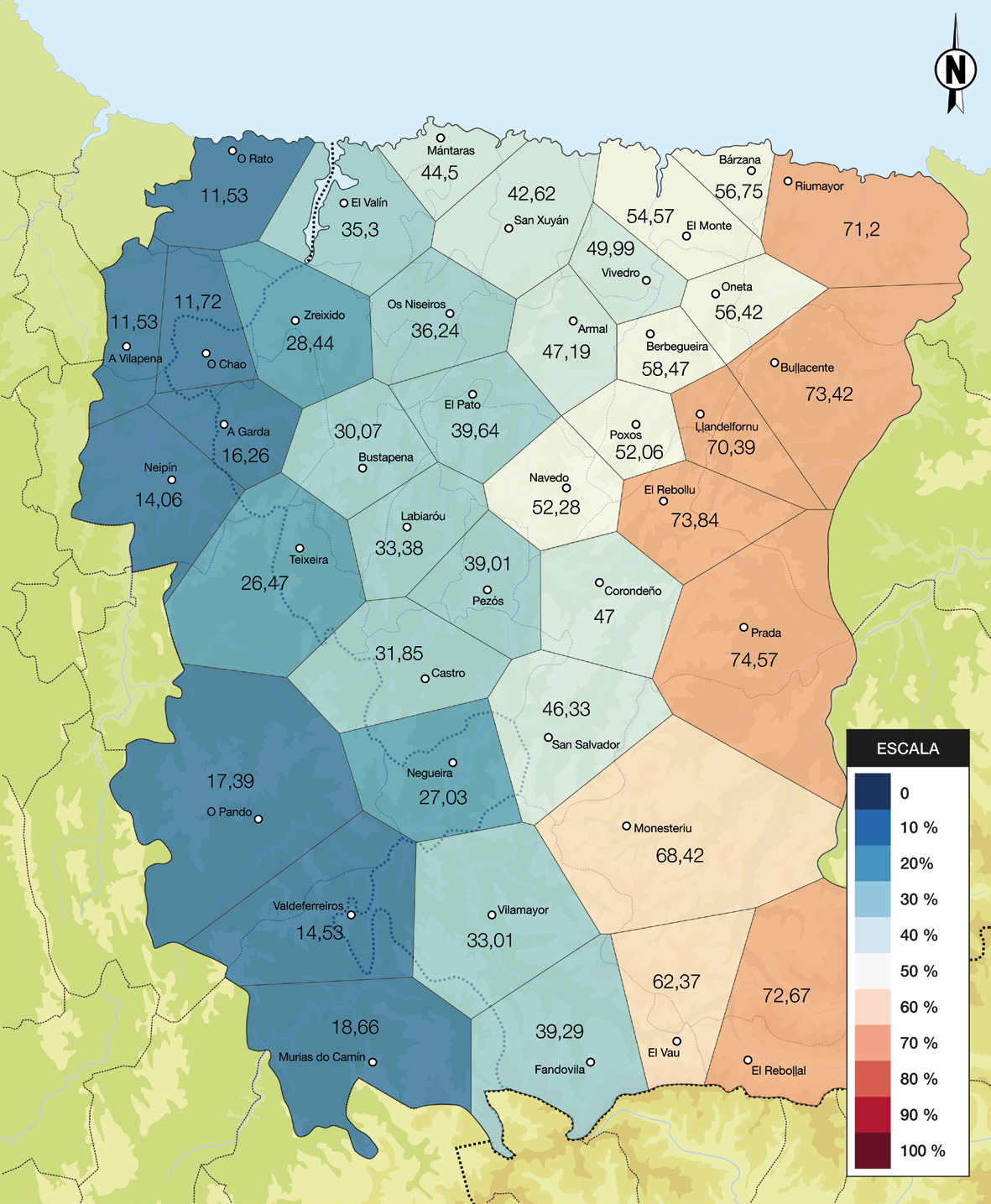
Uno de los mapas horiométricos del atlas lingüístico ETLEN

Como fuente de los datos dialectales, el atlas lingüístico ETLEN utilizó un cuestionario elaborado ad hoc para la investigación, que recoge 368 fenómenos lingüísticos contrastivos que dan lugar a 531 respuestas (mapas). La zona encuestada abarca 40 puntos geográficos (localidades) de los concejos del Eo-Navia (gallego-asturiano), con algunas penetraciones en la zona limítrofe del asturiano occidental y del gallego oriental.
El procesamiento de las tipificaciones horiométricas del atlas lingüístico ETLEN se realizó con ayuda de la aplicación informática CartoDial (Cartografía Dialectal), desarrollada por el Departamento de Informática de la Universidad de Oviedo en Gijón. Esta aplicación permite visualizar en un mapa de la zona la proporción de rasgos «orientales», «occidentales» y «axiales» que corresponde a cada punto geográfico. CartoDial permite también generar mapas dialectográficos como los de un atlas dialectal clásico.

## Horiometría y concepto de dominio lingüístico
El equipo del atlas lingüístico ETLEN concibe la horiometría como una dialectometría de frontera dialectal, basada en criterios estrictamente glotológicos. La horiometría se funda en el presupuesto epistemológicu de que el dominio –como concepto dialectológico– es de naturaleza glotológica, es decir, está construido con elementos puramentes lingüísticos (los rasgos o isoglosas), y no con elementos de tipo sociológico o cultural, como la conciencia de los hablantes o la identidad histórica. Esto es así desde el momento en que el concepto de isoglosa o diferencialidad entre dos rasgos adscritos a un mismo fenómeno, es también de naturaleza glotológica; y también lo son, por tanto, el concepto de acumulación o haz de isoglosas, igual que el de espacio de relativa homogeneidad deslindado por haces de isoglosas, o sea, el dominio lingüístico. En consecuencia, el concepto de dominio implica el concepto frontera o límite entre dominios. No hay contradicción entre los conceptos de frontera y continuum. Un continuum dialectal muestra discontinuidades o dominios, entre los cuales existen límites; una frontera o límite dialectal puede ser nítida o –como en la zona Eo-Navia– estar formada por un estrecho continuum en forma de haz de isoglosas. En todo caso, dentro de un continuum fronterizo es posible establecer, mediante tipificación horiométrica, proporciones de rasgos adscribibles a un dominio o a otro.

## Horiometría y dialectometría
Además de la medición horiométrica de la zona Eo-Navia, el atlas lingüístico ETLEN también aborda el estudio dialectométrico diferencial en la línea de la Escuela Dialectométrica de Salzburgo. Por ello, el ETLEN utiliza también, para esta otra medición, del programa VDM (Visual DialectoMetry), adaptado al proyecto por el equipo que dirige el Dr. Hans Goebl de la Universidad de Salzburgo (Austria).